# 스타크래프트 프로리그

프로리그의 상징 광안리 결승

스타크래프트 프로리그(Starcraft Proleague)는 이전에 존재했던 대한민국의 스타크래프트 및 스타크래프트 II의 팀 단위 리그이다.

## 개요
2002년부터 팀 중심으로 뭉친 상태에서 팀 간 리그가 필요한 상태였다. MBC게임은 온게임넷보다 빨리 팀리그 개막을 위한 다양한 시장 조사와 실험을 시작했으며, 한달 빠른 2003년 2월 4일 팀리그가 개막한 상태였다. 온게임넷도 팀간리그를 진행하기로 기획하게 되고 드디어 2003년 3월 1일 KTF 매직엔스와 AMD 드림팀의 개막전으로 프로리그 역사의 장대한 막을 열었다.
온게임넷의 단독으로 치러진 프로리그가 2005년, 2기 KeSPA가 출범하면서 MBC게임의 팀리그와 통합되어 KeSPA의 주관으로 통합리그로 치러지게 되었다. 그러나 2011년 10월 MBC 게임이 2012년 2월 1일에 음악 채널로 변경됨에 따라 중계권을 포기하면서, 2011년 11월부터는 KeSPA의 주관으로 온게임넷에서만 중계권을 가지게 되어 독자적으로 치러지게 되었다.
12-13 시즌에는 SPO TV가 프로리그 중계에 참가하면서 주말 경기는 온게임넷이, 주중 경기는 SPOTV가 중계 방송을 맡았다.
2014 시즌과 2015 시즌에서는 2013년 12월 28일에 개국한 SPO TV 게임즈가 단독중계를 맡았다.
2016년 10월 18일 KeSPA에서 프로리그 종료를 선언하며 역사속으로 사라졌다.

## 리그 방식
| 연도  | 스폰서         | 참가팀 | 1Round           | 2Round           | 3Round           | 4Round     | 5Round     | 6Round |   |
| ----- | -------------- | ------ | ---------------- | ---------------- | ---------------- | ---------- | ---------- | ------ | - |
| 2003  | KTF EVER컵     | 8→64   | 풀리그           | 풀리그           | X                | X          | X          | X      |   |
| 2003  | Neowiz Pmang컵 | 8→44   | 풀리그           | 풀리그           | X                | X          | X          | X      |   |
| 2004  | SKY            | 11→105 | 풀리그           | 양대리그 풀리그1 | 양대리그 풀리그1 | X          | X          | X      |   |
| 2005  | SKY            | 11→105 | 전, 후기 풀리그2 | 전, 후기 풀리그2 | 전, 후기 풀리그2 | X          | X          | X      |   |
| 2006  | SKY            | 11     | 전, 후기 풀리그  | 전, 후기 풀리그  | 전, 후기 풀리그  | X          | X          | X      |   |
| 2007  | 신한은행       | 12     | 전, 후기 풀리그3 | 전, 후기 풀리그3 | 전, 후기 풀리그3 | X          | X          | X      |   |
| 2008  | 신한은행       | 12     | 전, 후기 풀리그3 | 전, 후기 풀리그3 | 전, 후기 풀리그3 | X          | X          | X      |   |
| 08-09 | 신한은행       | 12     | 풀리그           | 풀리그           | 위너스리그       | 풀리그     | 풀리그     | X      |   |
| 09-10 | 신한은행       | 12     | 풀리그           | 풀리그           | 위너스리그       | 풀리그     | 풀리그     | X      |   |
| 10-11 | 신한은행       | 10     | 풀리그           | 풀리그           | 위너스리그       | 위너스리그 | 풀리그     | 풀리그 |   |
| 2011  | SK플래닛       | 8      | 풀리그           | 풀리그           | 풀리그           |            |            |        |   |
| 11-12 | SK플래닛       | 8      | 풀리그           | 풀리그           | 풀리그           | 풀리그     | 풀리그     | X      |   |
| 12-13 | SK플래닛       | 8      | 풀리그           | 위너스리그       | 풀리그           | 풀리그     | 위너스리그 | 풀리그 |   |
| 2014  | SK텔레콤       | 8      | 풀리그           | 풀리그           | 풀리그           | 풀리그     | x          | x      |   |
| 2015  | SK텔레콤       | 8      | 풀리그           | 풀리그           | 풀리그           | 풀리그     | x          | x      | x |
| 2016  | SK텔레콤       | 7      | 풀리그           | 풀리그           | 풀리그           | x          | x          | x      |   |

1. 양대리그로 치러져, 2번 턴하였다.
2. 후기리그만 2번 턴하였다.
3. 2번 턴하였으며, 2008년은 후기리그를 치르지 않았다.
4. 8팀이 풀리그를 치렀다가, 2Round에서 팀을 축소하였다.
5. 1Round, 전기리그에서 최하위팀은 시즌을 참가를 못하였다.

2012년 기준, 총 8팀이 참가를 하고 있으며, 단일리그의 팀당 21경기를 치르며 총 84경기를 치른다. 2012년 SK플래닛 스타크래프트 프로리그 시즌1(1,2,3라운드)| 1경기당 모든 경기는 5전 3선승제로 치러진다.
모든 정규시즌이 종료되고, [승률]→[다승]→[득실차]로 구분하여 포스트시즌은 4강 플레이오프 방식을 사용하고 있다. 준플레이오프부터 플레이오프까지 각 1개의 경기장에서 치른 후 정규시즌 1위팀과 플레이오프 승리팀이 결승전을 펼친다. 최종결승전이 종료 후 최종순위는 <우승 팀 → 준우승 팀 → 플레이오프 패배팀 → 준플레이오프 패배팀 → 포스트시즌 탈락팀>으로 순위가 정해진다. 다른 리그에 비해 홈&어웨이 방식이 아닌 1개의 경기장만 쓰는 중립 경기 방식으로만 하기 때문에 제도적으로 보안이 필요하다.

### 위너스리그
위너스리그의 전신은 2003년에 막을 연, MBC게임의 팀리그이며, 2005년 5월 5시즌을 끝으로 온게임넷의 프로리그로 통합되었다. 그러다가 2008년 하반기부터 단일리그로 변경되면서, 신한은행 프로리그 08-09시즌 3라운드를 시작으로 위너스리그를 진행하기 시작하였다. 신한은행 프로리그 10-11시즌에는 3, 4라운드로 기간을 늘렸고, 이 후 한동안 진행이 되지 않았다가 SK플래닛 스타크래프트 II 프로리그 12-13시즌 2, 5라운드를 통해 다시 부활하게 되었다.
2008년부터 2010년까지 총 12팀, 2011년에는 총 10팀이 참가했으며, 3, 4라운드를 치러 팀당 18경기를 치르고, 총 90경기를 치렀다. 신한은행 프로리그 08-09시즌과 신한은행 프로리그 09-10시즌 3라운드의 7전 4선승제와 신한은행 프로리그 10-11시즌 3, 4라운드의 7전 4선승제는 4강 플레이오프를 별도로 사용하여, 포스트시즌 및 경기는 포함하지 않는다. (단, 포스트시즌 외에 치러진 경기는 프로리그에 반영이 되면서 5, 6라운드 경기에서 순위의 변동이 예상됨) 순위는 [승률] → [다승] → [득실차] → [승자승]으로 했다. 이 후 SK플래닛 스타크래프트 II 프로리그 12-13시즌 2, 5라운드를 통해서도 기존과 같은 방식으로 진행된다.

### KeSPA 드림리그
프로리그 2군리그라고 부르며, 공군 ACE를 제외한 7팀이 참가하여 대결하는 KeSPA주관의 스타크래프트 프로리그 2군 리그이다. 용산 e스포츠 보조경기장에서 펼쳐지며, 경기 방식은 9전 5선승제로 진행되고 로스터 유효기간은 프로리그 1군 로스터 유효기간과 동일하다. 일단 5경기는 동시에 경기가 진행이 되고 경기 종료 후 팀배틀 방식(승자연전방식)으로 4경기가 진행이 된다.

### 프로리그 MVP
- 팀 승리에 결정적으로 공헌하거나 뛰어난 플레이를 보여준 선수를 대상으로, 현장 팬투표와 e스포츠 기자단 투표, 협회 홈폐이지에 팬투표를 합산하여 MVP를 선정한다.
- Daily MVP : 경기 직후, 현장 팬투표, 기자단 투표, 온라인 투표하여 선수를 뽑는다. 선정된 선수는 Weekly MVP 후보가 된다.
- Weekly MVP : 한 주를 마감하여 Daily MVP가 된 선수가 후보가 되어 Weekly 투표를 진행한다. Weekly 선정되면 그 선수에게 10만원의 상금과 실버베지가 수여된다.
- 라운드 MVP : 각 라운드 종료 후 5일 동안 네이트 e스포츠 홈페이지에서 라운드 MVP투표를 실시한다. 선정된 선수는 100만원의 상금과 골드 메달이 수여된다.

### 프로리그 올스타전
프로리그 정규시즌 및 포스트시즌이 모두 마치고 치러지는 경기이다. 6전제로 펼쳐지며, 팬투표로 선발되거나 감독 추천으로 선발된다. 종족별투표로 선발되며 경기를 펼친다. 팀은 도전팀과 열정팀으로 나뉘고 맵은 정규시즌 맵으로 조합해 사용한다. 올스타전 종료 후 MVP를 선발한다.

## 참가 프로팀
| 팀이름           | 역대 팀이름            | 창단일 / 변경일   | 해체일            |
| ---------------- | ---------------------- | ----------------- | ----------------- |
| 웅진 스타즈      | SM                     | 1999년 11월       | 2013년 12월 13일  |
| 웅진 스타즈      | 한빛 스타즈            | 2001년 5월        | 2013년 12월 13일  |
| 웅진 스타즈      | 웅진 스타즈            | 2008년 9월 19일   | 2013년 12월 13일  |
| KT 롤스터        | ⓝ016 온라인 프로게임단 | 1999년 12월 30일  | 2016년 10월 19일1 |
| KT 롤스터        | KTF 매직엔스           | 2001년 3월 21일   | 2016년 10월 19일1 |
| KT 롤스터        | KT 매직엔스            | 2009년 6월 1일    | 2016년 10월 19일1 |
| KT 롤스터        | KT 핑거붐              | 2009년 7월 31일   | 2016년 10월 19일1 |
| KT 롤스터        | KT 롤스터              | 2009년 8월 25일   | 2016년 10월 19일1 |
| 삼성 갤럭시      | 삼성전자 칸            | 2000년 6월 9일    | 2016년 10월 19일1 |
| 삼성 갤럭시      | 삼성 갤럭시            | 2013년 9월 7일    | 2016년 10월 19일1 |
| STX SouL         | SouL                   | 2000년 7월        | 2013년 12월 13일3 |
| STX SouL         | STX SouL               | 2006년 4월 24일2  | 2013년 12월 13일3 |
| STX SouL         | SouL                   | 2013년 9월 1일    | 2013년 12월 13일3 |
| 하이트 스파키즈  | KOR                    | 2000년 10월       | 2010년 10월 12일4 |
| 하이트 스파키즈  | 온게임넷 스파키즈      | 2006년 6월 24일   | 2010년 10월 12일4 |
| 하이트 스파키즈  | 하이트 스파키즈        | 2009년 4월 6일    | 2010년 10월 12일4 |
| CJ 엔투스        | 프로슈머               | 2001년            | 2016년 10월 19일1 |
| CJ 엔투스        | 게임아이 이노츠        | 2001년 9월        | 2016년 10월 19일1 |
| CJ 엔투스        | GO                     | 2002년 4월        | 2016년 10월 19일1 |
| CJ 엔투스        | 슈마 GO                | 2003년 9월 1일    | 2016년 10월 19일1 |
| CJ 엔투스        | GO                     | 2004년 9월 1일    | 2016년 10월 19일1 |
| CJ 엔투스        | CJ 프로게임단          | 2006년 4월 11일   | 2016년 10월 19일1 |
| CJ 엔투스        | CJ 엔투스              | 2006년 6월 12일   | 2016년 10월 19일1 |
| CJ 엔투스        | 하이트 엔투스          | 2010년 10월 12일4 | 2016년 10월 19일1 |
| CJ 엔투스        | CJ 엔투스              | 2011년 5월 8일    | 2016년 10월 19일1 |
| 이스트로         | AMD 드림팀             | 2002년 1월        | 2010년 10월 13일  |
| 이스트로         | 헥사트론 드림팀        | 2004년 2월        | 2010년 10월 13일  |
| 이스트로         | 이네이쳐 탑            | 2005년 3월        | 2010년 10월 13일  |
| 이스트로         | 이스트로               | 2006년 10월 10일  | 2010년 10월 13일  |
| 화승 OZ          | IS                     | 2002년 1월        | 2011년 8월 31일   |
| 화승 OZ          | KTEC Plus              | 2003년 7월 15일   | 2011년 8월 31일   |
| 화승 OZ          | Plus                   | 2004년 1월 25일   | 2011년 8월 31일   |
| 화승 OZ          | 르까프 OZ              | 2006년 3월 23일   | 2011년 8월 31일   |
| 화승 OZ          | 화승 OZ                | 2009년 1월 31일   | 2011년 8월 31일   |
| MBC게임 히어로   | POS                    | 2002년 8월 15일   | 2011년 8월 31일   |
| MBC게임 히어로   | 이고시스 POS           | 2004년 11월 5일   | 2011년 8월 31일   |
| MBC게임 히어로   | POS                    | 2005년 12월 19일  | 2011년 8월 31일   |
| MBC게임 히어로   | MBC게임 히어로         | 2006년 3월 30일   | 2011년 8월 31일   |
| 위메이드 폭스    | SG 패밀리              | 2003년 6월        | 2011년 8월 22일   |
| 위메이드 폭스    | 투나 주디스            | 2003년 8월 11일   | 2011년 8월 22일   |
| 위메이드 폭스    | 투나 SG                | 2003년 8월 11일   | 2011년 8월 22일   |
| 위메이드 폭스    | SG 패밀리              | 2004년 6월 16일   | 2011년 8월 22일   |
| 위메이드 폭스    | 팬택앤큐리텔 큐리어스  | 2004년 8월 2일    | 2011년 8월 22일   |
| 위메이드 폭스    | 팬택 EX                | 2006년 4월 24일   | 2011년 8월 22일   |
| 위메이드 폭스    | 위메이드 EX            | 2007년 7월 31일   | 2011년 8월 22일   |
| 위메이드 폭스    | 위메이드 폭스          | 2007년 9월 2일    | 2011년 8월 22일   |
| SK텔레콤 T1      | 동양 오리온            | 2002년 11월 28일  | 2016년 10월 19일1 |
| SK텔레콤 T1      | 4U                     | 2003년 12월 22일  | 2016년 10월 19일1 |
| SK텔레콤 T1      | SK텔레콤 T1            | 2004년 4월 13일   | 2016년 10월 19일1 |
| 공군 ACE         | -                      | 2007년 4월 3일    | 2012년 10월 31일  |
| 진에어 그린윙스  | 제8프로게임단          | 2011년 11월 4일   | 2020년 11월 30일5 |
| 진에어 그린윙스  | 진에어 그린윙스        | 2013년 7월 10일   | 2020년 11월 30일5 |
| IM6              | IM                     | 2010년 10월 1일   | 2014년 7월 31일   |
| IM6              | LG-IM                  | 2012년 4월 26일   | 2014년 7월 31일   |
| IM6              | IM                     | 2013년 8월 8일    | 2014년 7월 31일   |
| 프라임6          | 프라임                 | 2010년 8월 4일    | 2015년 12월 2일   |
| MVP5             | MVP                    | 2010년 10월 26일  | 2016년 10월 19일1 |
| 아프리카 프릭스7 | 스타테일               | 2010년 9월 14일   | 2016년 11월 21일1 |
| 아프리카 프릭스7 | 스베누                 | 2015년 4월 28일   | 2016년 11월 21일1 |
| 아프리카 프릭스7 | 아프리카 프릭스        | 2016년 1월 23일   | 2016년 11월 21일1 |

1. 프로리그 폐지와 같이 해체되었다.
2. 처음에는 네이밍 스폰서였지만 2007년 5월 31일 정식 창단하였다.
3. STX에서 운영을 포기함으로 인해 2013년 9월 1일에 한국e스포츠협회에서 e스포츠연맹으로 소속을 옮겼고 3개월뒤인 2013년 12월 13일 해체되었다.
4. CJ 엔투스와 하이트 스파키즈는 2010년 10월 12일 부로 합병되어 운영은 CJ에서 하는 대신 하이트에서 1년간 명명권을 얻게 되었다.
5. 프로리그 폐지 이후에도 팀을 유지했으나 진에어에서 같이 운영하는 리그 오브 레전드 팀이 2021년부터 리그 오브 레전드 챔피언스 코리아에 출전하지 못하게 되자 e스포츠 업계에서 철수하면서 같이 해체되었다.
6. 원래는 e스포츠 연맹 소속으로 글로벌 스타크래프트 II 팀 리그에 참여했으나 2013년 11월 16일 부로 한국e스포츠협회에 가입해 SK텔레콤 스타크래프트 II 프로리그 2014부터 프로리그에 참여하게 되었다.
7. 원래는 e스포츠 연맹 소속으로 글로벌 스타크래프트 II 팀 리그에 참여했으나 e스포츠 연맹이 2014년 1월 28일 부로 해체하자 한국e스포츠협회에 가입하진 않고 SK텔레콤 스타크래프트 II 프로리그 2015부터 프로리그에 참여하게 되었다.

## 역대 프로리그
2003년을 시작으로 2016년까지 21회 대회가 열렸다. 2012년 5월부터 스타크래프트 II가 정식 종목으로 채택되어 17번째 시즌에는 스타크래프트: 브루드 워와 병행했고, 18번째 시즌부터 스타크래프트 II로만 치렀다.

## 중계권 논란
2007년 1월 협회는 스타크래프트 프로리그에 중계권 개념을 도입해 중계권을 구입한 방송사에서만 리그를 중계할 수 있도록 하고, 중계 사업을 할 사업자를 공모하겠다고 발표했다. 기존에는 방송사들이 기업의 후원을 받아 방송을 제작했었고, 협회는 산업적 기반을 만들어나가기 위한 것이라 주장했다. 이에 기존에 리그를 방송하던 방송사들은 일방적인 중계 사업자 선정 사업에 유감을 표시했다. 협회는 같은 달 31일 홀로 입찰에 참가한 IEG가 중계 사업자로 선정되었다고 밝혔다. IEG는 기존에 리그를 방송하던 온게임넷과 MBC게임을 상대로 중계권 협상을 벌였고, 두 차례의 결렬 이후 3월 20일 양 방송사의 3년간 중계권을 인정하며 타결되었다. 이 과정에서 리그가 파행 운영되어 팬들의 반발을 사기도 했다.
한편, 스타크래프트의 개발사인 블리자드 엔터테인먼트는 스타크래프트2를 공개하기 전에 중계권에 대해 자사의 권리를 행사할 것임을 시사했다. 이에 협회의 김영만 이사는 블리자드가 한국의 이스포츠 발전 노력을 무시한 것이라며, 회사의 권리를 양도하고 그곳에서 발생하는 수익은 이스포츠 발전에 쓰여야 한다고 주장했다. 블리자드는 8월 협회가 자신들의 동의 없이 중계권을 통한 수익사업을 진행하는 것을 용인할 수 없으며, 다각도로 협상을 진행 중이라고 밝혔다.
2011년 5월 17일 블리자드 엔터테인먼트측과 협회는 지재권문제가 양 측 모두에 손해만 끼치는 일이라고 파악하고 스타크래프트에 대한 라이센스 계약을 체결하고 e스포츠 산업 육성과 성장을 위한 노력에 돌입한다고 밝혔다.

## 같이 보기
- 블리자드 엔터테인먼트
- 스타크래프트
- 스타크래프트: 브루드 워
- 스타크래프트: 리마스터
- 스타크래프트 II: 자유의 날개
- 스타크래프트 II: 군단의 심장
- 스타크래프트 II: 공허의 유산
- 스타리그
- MBC게임 스타리그
- e스포츠